# بلوک کبکوا
حزب بلوک کبکوا (فرانسوی: Bloc Québécois‎) یکی از احزاب سیاسی فعال کانادا است که تمرکز فعالیت‌هایش بر حفاظت از منافع استان کبک و حاکمیت این منطقه است.